# Тарр, Бела
Бе́ла Тарр (венг. Tarr Béla; род. 21 июля 1955, Печ) — мастер венгерского авторского кино, после премьеры фильма «Туринская лошадь» (2011) объявивший об уходе из кинематографа.

## Биография
В возрасте 16 лет Тарр создал свой первый фильм: двадцатиминутную документальную ленту о цыганской трудовой бригаде, пишущей письмо о безработице Яношу Кадару. Дебют режиссёра привлёк внимание важной венгерской киноинституции тех лет — Студии Белы Балаша. Реакция чиновников на этот документальный фильм была резко отрицательной, вследствие чего Тарру не удалось поступить в университет, где он собирался изучать философию.
Затем Тарр учился в Академии театра и кино в Будапеште. В 1989—1990 годах стипендиат в Берлине, с 1990 года — преподаватель Берлинской киноакадемии.
Первые фильмы Тарра близки к поискам «документального реализма» в кинематографе Восточной Европы, включая отказ от профессиональных актеров. Начиная с телеэкранизации «Макбета» (полнометражного фильма, снятого двумя эпизодами), Тарр идет к более обобщенной, медитативной поэтике, оставаясь, тем не менее, в тесной связи с повседневностью, биографией и историей. Все фильмы после 1985 года сняты по сценариям сверстника Тарра, писателя Ласло Краснахоркаи и сопровождались музыкой Михая Вига.
Среди важных для него в юности фильмов Тарр называет ленты Брессона, Одзу, Кассаветиса. Критика часто сопоставляет его с Тарковским и Антониони, Ангелопулосом и Сокуровым.
В 1990-е годы Бела Тарр был относительно малоизвестен, однако в 2000-е годы его творчество пропагандировали такие гуру артхаусной критики, как Джонатан Розенбаум. В 2007 году, когда режиссёр с новым фильмом впервые был приглашён на Каннский кинофестиваль, сопутствующее внимание прессы способствовало переоценке всего творческого багажа режиссёра.
Ретроспективы Тарра не раз проходили в ФРГ, Франции, США, Канаде. Критики причисляют его к ведущим европейским мастерам среднего поколения. Во время опроса 846 кинокритиков, проводившегося в 2012 году журналом Sight & Sound, за 7-часовое «Сатанинское танго» Тарра было подано столько же голосов, сколько и за такие общепризнанные шедевры, как «Метрополис», «Психо» и «Сладкая жизнь».
В 2011 году на Берлинском кинофестивале последний фильм Тарра, «Туринская лошадь», был удостоен второго по значимости приза — «Серебряного медведя».

## Общественная позиция
В декабре 2023 года вместе с 50 другими кинематографистами Тарр подписал открытое письмо, опубликованное в издании Libération, с требованием прекращения огня и гибели мирных жителей во время израильского вторжения в сектор Газа в 2023 году, а также создания гуманитарного коридора для гуманитарных перевозок и освобождения заложников.

## Фильмография
- «Жить своей жизнью»

- 1979 — Семейное гнездо / Családi tüzfészek — премия венгерской кинокритики, премия кинофестиваля в Мангейме
- 1981 — Аутсайдер / Szabadgyalog
- 1982 — Люди из панельного дома / Panelkapcsolat
- 1982 — Макбет / Macbeth
- 1985 — Осенний альманах / Öszi almanach
- 1988 — Проклятие / Kárhozat, сценарий Ласло Краснахоркаи
- 1990 — City Life, эпизод «Последний пароход» (документальный фильм)
- 1994 — Сатанинское танго / Sátántangó, по одноименному роману Л. Краснахоркаи; премия Берлинского кинофестиваля
- 1995 — Путешествие по равнине / Utazás az Alföldön — короткометражный
- 2000 — Гармонии Веркмейстера / Werckmeister harmóniák, по роману Л. Краснахоркаи «Меланхолия сопротивления»), премия читателей Берлинер Цайтунг на Берлинском кинофестивале
- 2004 — Образы Европы / Visions of Europe, эпизод «Пролог», документальный
- 2007 — Человек из Лондона / венг. A londoni férfi / фр. L’homme de Londres — участник конкурсной программы 60-го Каннского кинофестиваля
- 2011 — Туринская лошадь / A Torinói ló (Большой приз жюри «Серебряный медведь» 61-го Берлинского МКФ)

## Награды
- 2003: Премия имени Кошута
- 2005: Командор ордена Заслуг
- 2011: «Параджановский талер» — премия имени Параджанова «за достижения в кинематографе» (Ереванский кинофестиваль «Золотой абрикос»)